# Slovanská benediktinská kongregace svatého Vojtěcha

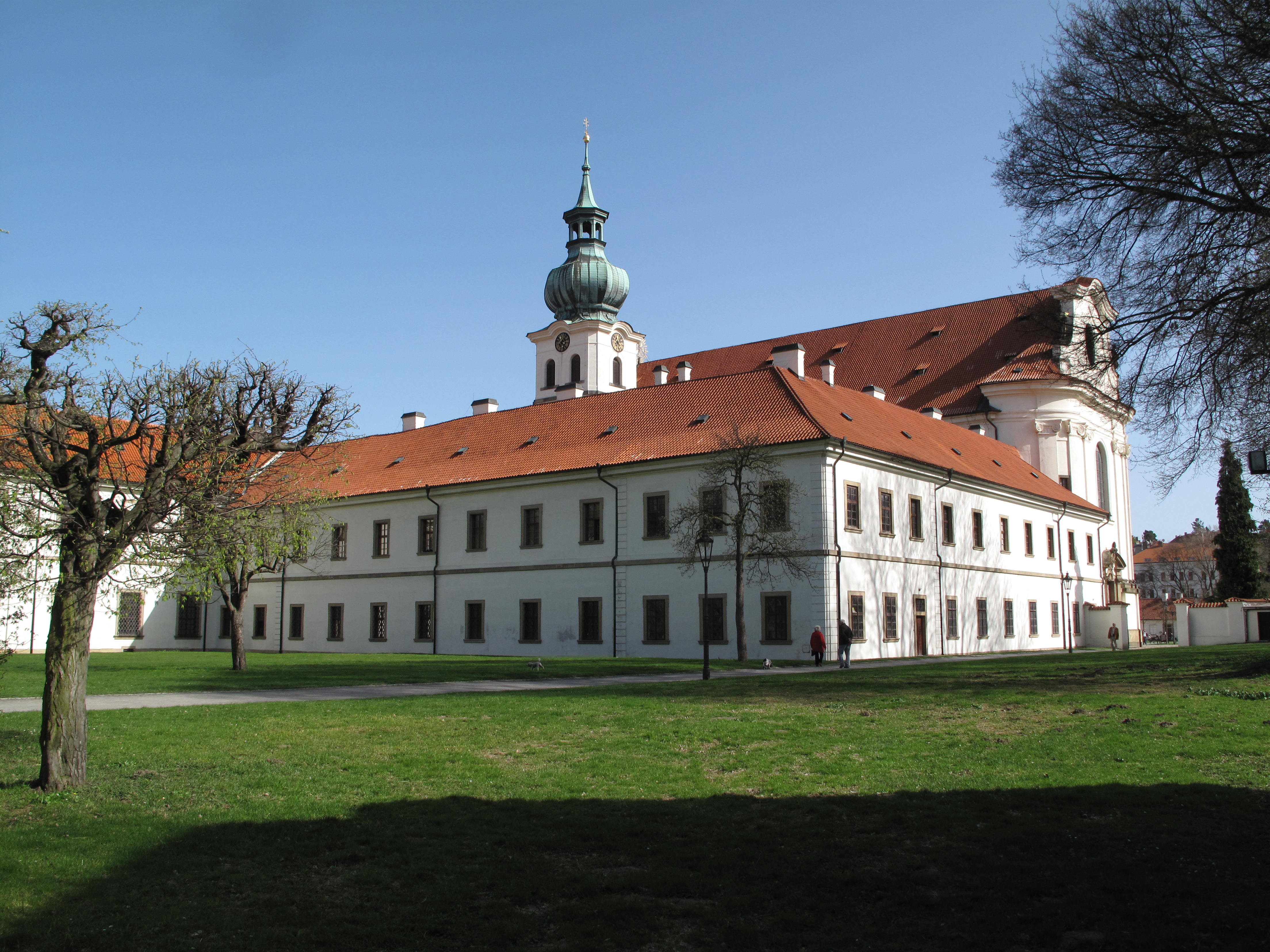
Břevnovské arciopatství.

Slovanská benediktinská kongregace svatého Vojtěcha je jednou z kongregací, které sdružují jednotlivé kláštery a dohromady tvoří řád svatého Benedikta.

## Historie
Po vzniku Československa v roce 1918 bylo zřejmé, že dosavadní fungování jednotlivých benediktinských klášterů v Československu v rámci různých benediktinských kongregací již není dost dobře možné. Situace se řešila provizorně tím, že kláštery Broumov, Břevnov, Emauzy a Rajhrad se vyvázaly z dosavadní příslušnosti ke kongregacím a byly podřízeny přímo papežské kurii. Šlo ovšem o provizorium, které nemělo dlouhodobější perspektivu. Emauzský opat Arnošt Vykoukal se záhy začal intenzivně zabývat myšlenkou vytvoření kongregace samostatné, která by sdružovala československé benediktinské kláštery. Za druhé světové války opat Vykoukal zemřel v koncentračním táboře, jeho myšlenka však byla realizována hned v roce 1945, také díky Anastázi Opaskovi. Kongregace se svým zvoleným názvem přihlásila ke slovanské ideji, což vedlo k tomu, že zájem o přičlenění projevily i kláštery mimo Československo - Ćokovac v dnešním Chorvatsku, a Maribor ve Slovinsku.
V letech 1950-1989 kongregace fungovala pouze formálně, fakticky nikoliv, vzhledem ke znemožnění normálního mnišského života komunistickým režimem. Obnova činnosti mohla proběhnout až po roce 1990. Tehdy byl delegátem opata primase pro tuto kongregaci jmenován opat Clemens Lashofer z rakouského Göttweigu. Toho v úloze delegáta vystřídal v roce 2001 arciopat Asztrik Várszegi z maďarské Pannonhalmy. V roce 2003 byly schváleny nové stanovy kongregace. Roku 2009 se opatem-praesesem kongregace stal Edmund Wagenhofer, emeritní arciopat salcburský a převor v Mariboru. Generální kapitula kongregace v roce 2021 jako jeho nástupce zvolila Jeronima Marina, převora kláštera Čokovac.

## Současnost
Kongregace zahrnuje tyto řeholní domy:
| Klášter | Status       | Počet mnichů             |
| ------- | ------------ | ------------------------ |
| Broumov | opatství     | 0 (spravován z Břevnova) |
| Břevnov | arciopatství | 13                       |
| Cokovac | převorství   | 6                        |
| Emauzy  | opatství     | 3                        |
| Maribor | převorství   | 2                        |
| Rajhrad | opatství     | 6                        |